# 동백3로
동백3로는 경기도 용인시 기흥구 동백동중부를 가로지르는 1.15km의 도로이다. 도로명은 동백동에서 유래하였다.

## 노선
| 이름                       | 접속 노선    | 소재지               | 비고 |
| -------------------------- | ------------ | -------------------- | ---- |
| 동백역사거리               | 동백죽전대로 | 용인시 기흥구 동백동 |      |
| 성산마을서해그랑블사거리   | 동백중앙로   | 용인시 기흥구 동백동 |      |
| 어은목마을한라비발디사거리 | 동백4로      | 용인시 기흥구 동백동 |      |
| 성산마을카운티스삼거리     | 동백2로      | 용인시 기흥구 동백동 |      |
| 백현마을롯데캐슬사거리     | 동백5로      | 용인시 기흥구 동백동 |      |
| 동백6로와 직결             |              |                      |      |